# 動物囤積症
動物囤積症（英語：animal hoarding）是指在一定範圍內囤積了超過一般常見數量之動物，卻沒有能力安置照料這些動物。這種囤積症為虐待動物之行為，但更精確來說可被視為一種精神病的症狀。患者強烈依賴他們的動物，完全無法容忍讓動物離去。他們通常無法理解自己這種不提供動物適當照料之方式，已經是傷害動物了。患者傾向於相信他們有提供這些動物足夠的照顧。美國動物虐待防治協會（ASPCA, American Society for the Prevention of Cruelty to Animals）成立一個「囤積防治小組」，和患者一起行動，目標是幫助患者建立正確的觀念，僅照顧適當數量的動物，以確保這些動物能健康生活。

## 患者特徵
動物囤積症患者囤積了超乎常理數量的寵物，但是卻無法給予牠們適當的照顧。囤積症患者和飼育家（breeder）不同，飼育家通常以大量動物作為經營事業的主力；然而這區別可能曖昧不清，因為有些患者之前即為飼育家，只是之後停止販賣以及照顧牠們的動物。也有些患者則對外宣稱自己是飼育家，藉此安慰自己作為心理防衛機制，或希望藉此在別人之前搶先干預動物的處置，以防止這些動物被人道毀滅。塔夫斯大學的動物以及公共政策中心主任蓋瑞·帕戳涅克，定義動物囤積即為「以病理學觀點為強迫自己的行為，藉此行為滿足擁有以及控制動物之需求，卻無法認知動物因此而受苦」。根據另一篇研究表示，患者

「無法供應動物適量食物、飲水、清潔、醫療，……，拒絕承認自己無法供應適當照顧。」除了囤積病行為以外，在DSM-IV（精神疾病診斷與統計手冊第四版）中也將其與強迫症及強迫性人格病患（Obsessive–compulsive personality disorder）列為相關。
另外，動物囤積可能跟成癮、失智症、甚至妄想症有關。